# Julius Jaenzon

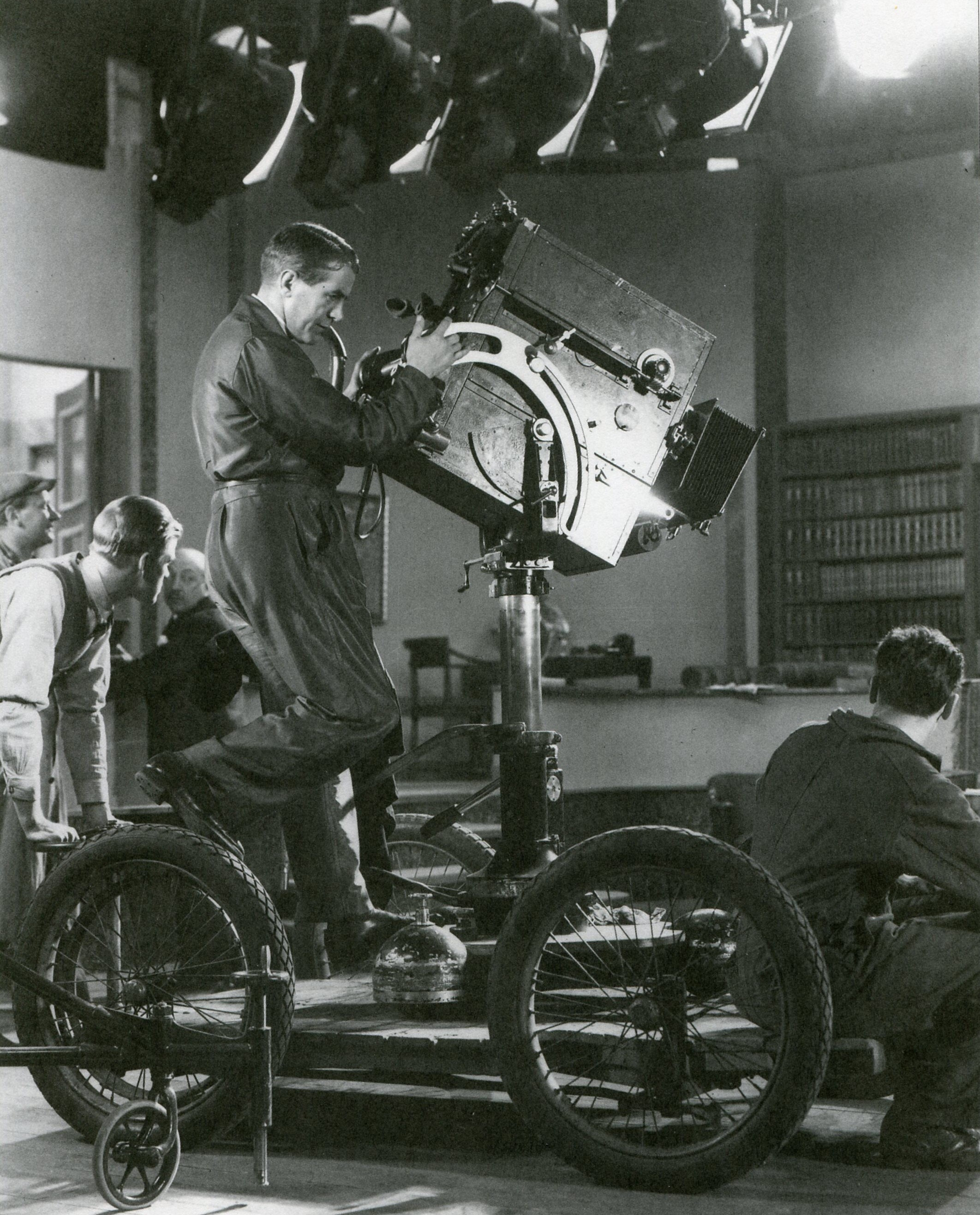
Jaenzon tras la cámara durante el rodaje de En natt på Smygeholm (1933)

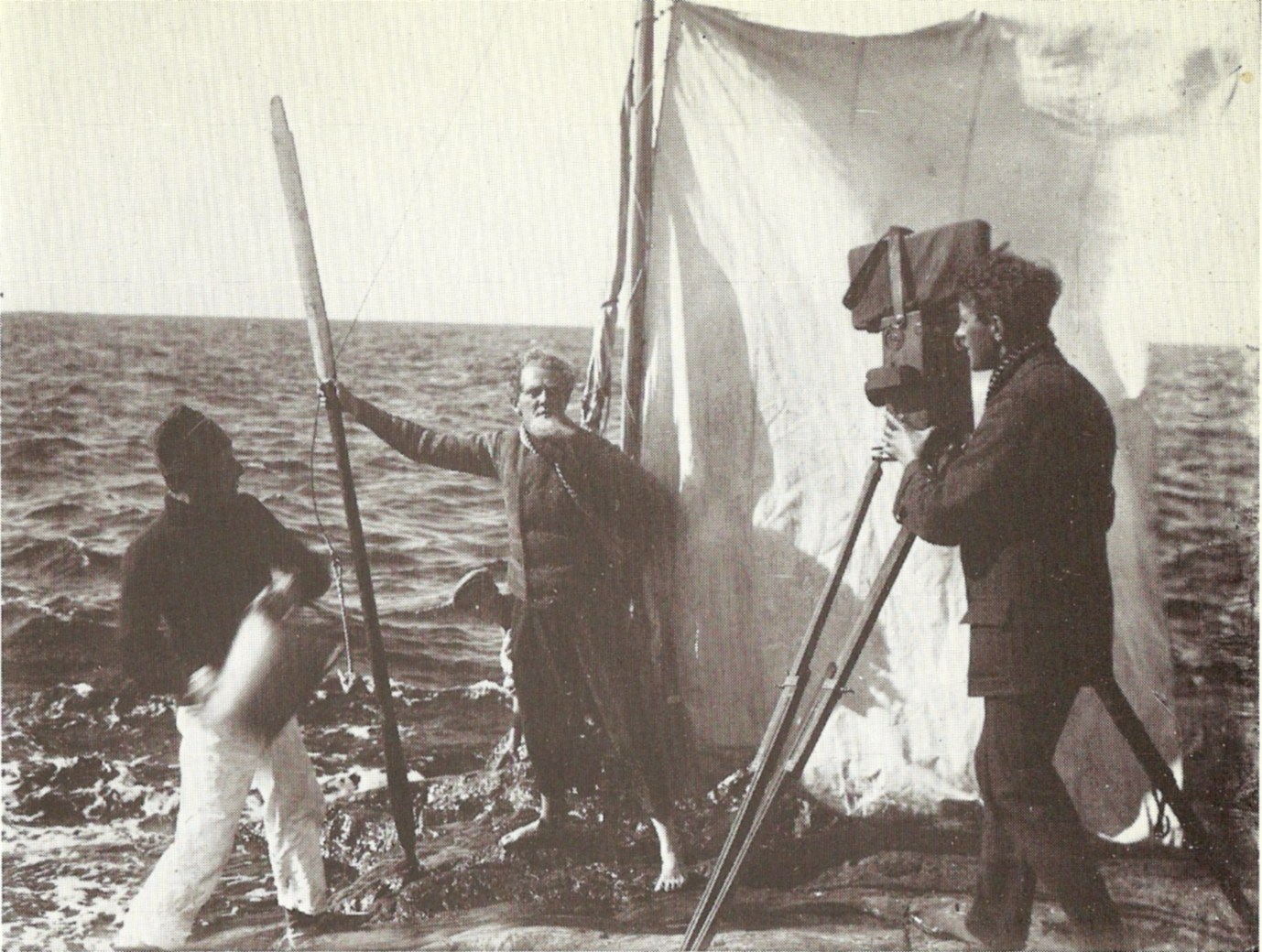
Julius Jaenzon, cámara, con Victor Sjöström (centro) durante el rodaje de Terje Vigen (1917)

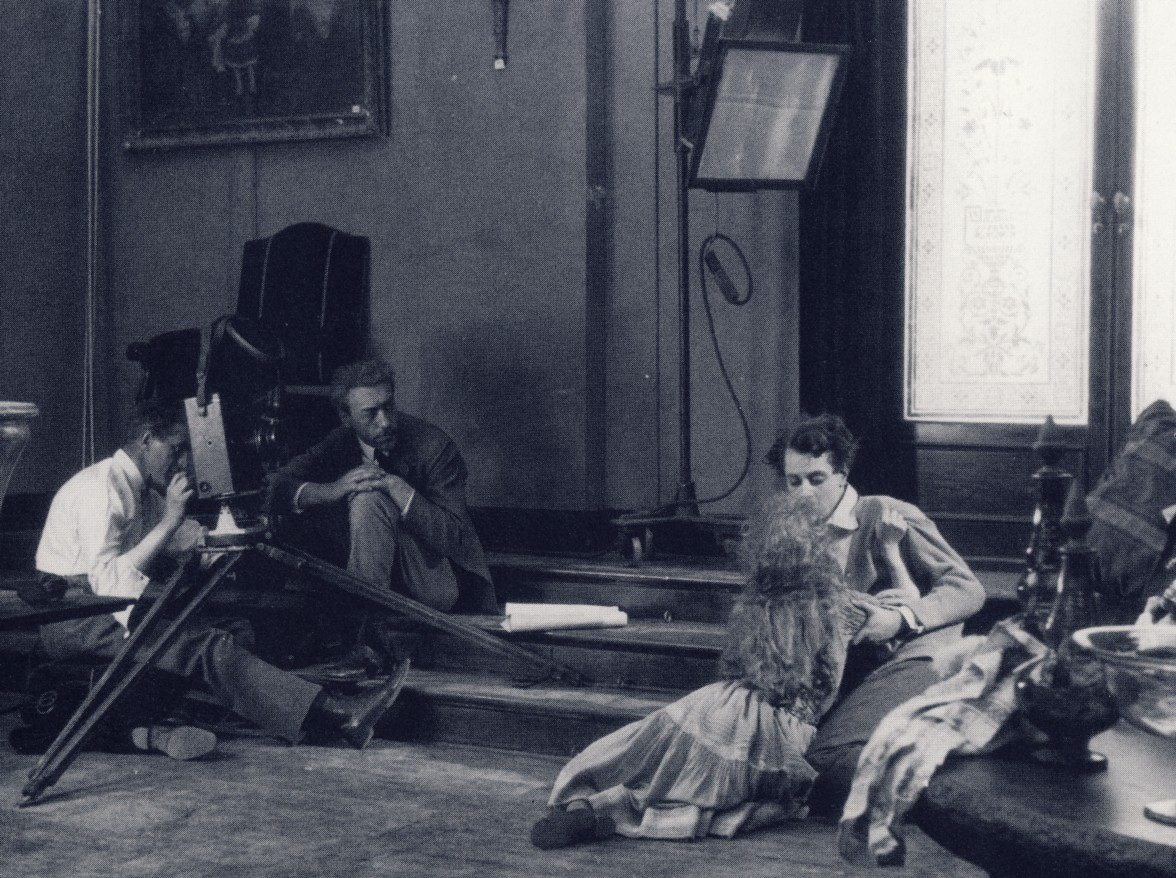
Julius Jaenzon tras la cámara con el director Mauritz Stiller (centro), en el rodaje de Gunnar Hedes saga (1923)

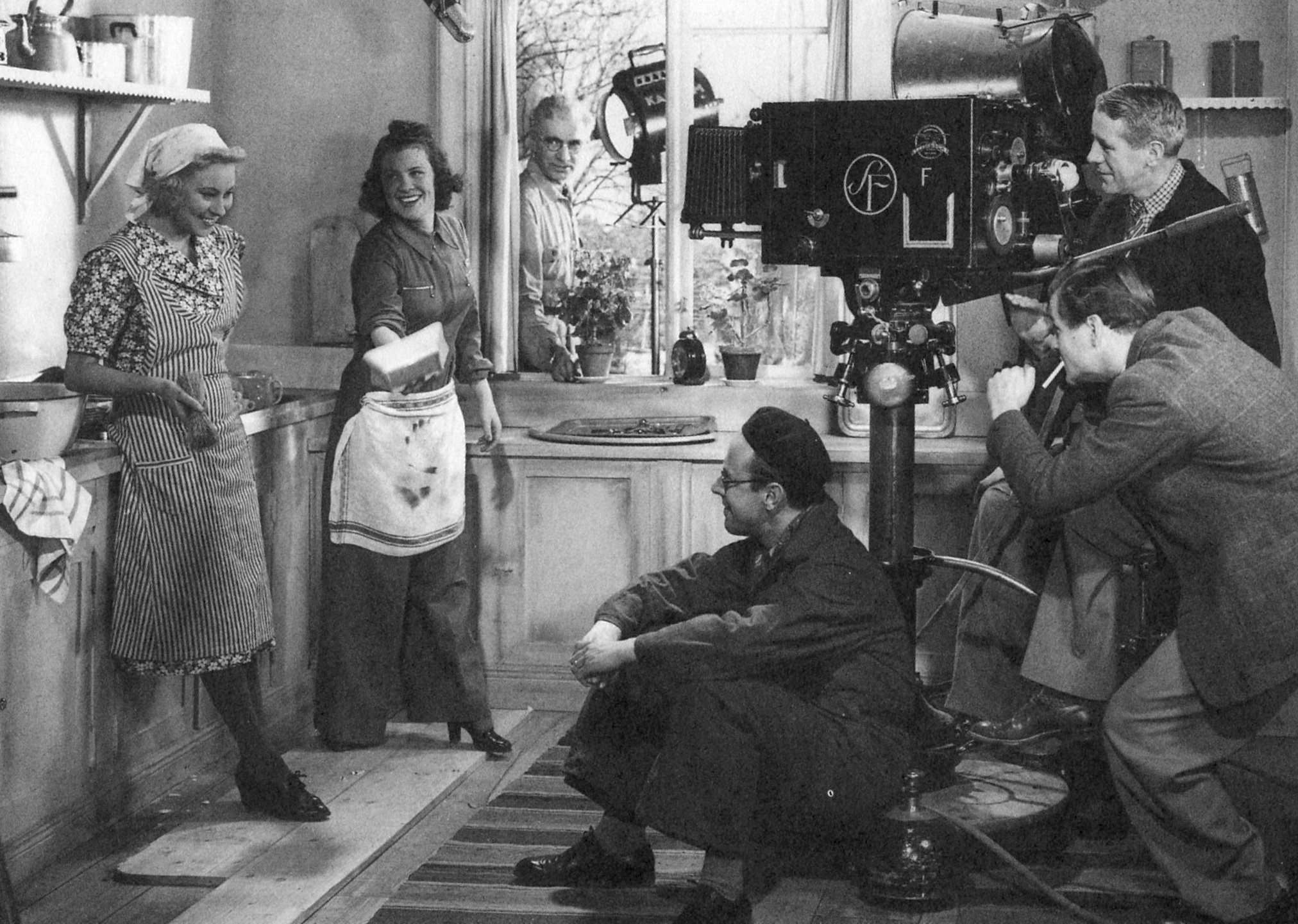
Rodaje de Landstormens lilla argbigga (1941). Desde la izq.: Marianne Löfgren, Sickan Carlsson, hombre en la ventana desconocido, Nils Jerring (sentado), George Fant y Julius Jaenzon (de pie)

Julius Jaenzon (8 de julio de 1885 - 17 de febrero de 1961) fue un director de fotografía de nacionalidad sueca.

## Biografía
Su nombre completo era Joel Julius Jaenzon, y nació en Gotemburgo, Suecia, siendo hermano del también director de fotografía Henrik Jaenzon (1886-1954). Como director de fotografía, Julius Jaenzon debutó con un cortometraje mudo estrenado en 1907. En total, participó en más de 120 producciones suecas, más de la mitad mudas, la última de ellas estrenada en 1948. 
Es sobre todo conocido por su colaboración con los directores Gustaf Molander (a partir de 1925), Victor Sjöström y Mauritz Stiller (con los dos últimos a partir de 1912). Entre sus películas más destacadas figuran Körkarlen, de Sjöström (1921, en la cual el director era también protagonista) y Gösta Berlings saga, de Stiller (1924, con Lars Hanson y Greta Garbo). A lo largo de su carrera pudo fotografiar a tres destacadas actrices suecas, Ingrid Bergman (Bränningar, 1935), Zarah Leander (Äktenskapsleken, de Ragnar Hyltén-Cavallius, en 1935) y Signe Hasso (Emelie Högqvist, en 1939, y Den ljusnande framtid en 1941, ambas dirigidas por Molander). 
Jaenzon también fue realizador, al tiempo que director de fotografía, de tres cintas, estrenadas en 1912, 1929 y 1930. Actuó, además, en Vingarne (1916), película de Mauritz Stiller, donde encarnaba a un camarógrafo.
Julius Jaenzon falleció en Estocolmo, Suecia, en el año 1961. Fue enterrado en el Cementerio Norra begravningsplatsen de esa ciudad. 

## Filmografía (selección)

### Actor
- 1932 : Svärmor kommer
- 1916 : Vingarne
- 1912 : Två svenska emigranters äfventyr i Amerika

### Director
- 1930 : Ulla, min Ulla
- 1929 : Säg det i toner
- 1920 : Familjen Jaenzon
- 1912 : Samhällets dom

### Director de fotografía
- 1948 : Livet på Forsbyholm
- 1946 : 91:an Karlsson. "Hela Sveriges lilla beväringsman"
- 1944 : Hans officiella fästmö
- 1942 : Löjtnantshjärtan
- 1942 : Livet på en pinne
- 1941 : Dunungen
- 1941 : Göranssons pojke
- 1941 : Landstormens lilla argbigga
- 1939 : Filmen om Emelie Högqvist
- 1937 : Vi går landsvägen
- 1936 : Johan Ulfstjerna
- 1936 : Äventyret
- 1935 : Bränningar
- 1934 : Sången om den eldröda blomman
- 1933 : En natt på Smygeholm
- 1933 : Giftasvuxna döttrar
- 1933 : En melodi om våren
- 1932 : Sten Stensson Stéen från Eslöv på nya äventyr
- 1932 : Service de nuit
- 1931 : Markurells i Wadköping
- 1930 : Charlotte Löwensköld
- 1930 : Fridas visor
- 1930 : Mach' mir die Welt zum Paradies
- 1930 : För hennes skull
- 1930 : Ulla, min Ulla
- 1930 : Väter und Söhne
- 1929 : Säg det i toner
- 1929 : Hjärtats triumf
- 1928 : Synd
- 1928 : Parisiskor
- 1927 : Hans engelska fru
- 1926 : Hon, den enda
- 1926 : Till Österland
- 1925 : Två konungar
- 1925 : Ingmarsarvet
- 1924 : Livet på landet
- 1924 : Gösta Berlings saga
- 1923 : Eld ombord
- 1923 : Gunnar Hedes saga
- 1923 : Karusellen
- 1922 : Vem dömer
- 1921 : Körkarlen
- 1920 : Mästerman
- 1919 : Herr Arnes pengar
- 1919 : Dunungen
- 1917 : Alexander den store
- 1916 : Vingarne
- 1915 : När konstnärer älska
- 1915 : Judaspengar
- 1915 : Högsta vinsten
- 1915 : Strejken
- 1915 : Det var i maj
- 1914 : Skottet
- 1914 : Stormfågeln
- 1914 : Bröderna
- 1914 : Kammarjunkaren
- 1914 : För sin kärleks skull
- 1913 : En pojke i livets strid
- 1913 : När kärleken dödar
- 1913 : På livets ödesvägar
- 1913 : En skärgårdsflickas roman
- 1913 : Den moderna suffragetten
- 1913 : När larmklockan ljuder
- 1913 : Den okända
- 1913 : Äktenskapsbyrån
- 1913 : Barnet
- 1913 : De lefvande dödas klubb
- 1912 : Laban Petterkvist tränar till Olympiska spelen
- 1912 : Två svenska emigranters äfventyr i Amerika
- 1912 : Kolingens galoscher
- 1912 : Agaton och Fina
- 1912 : Det gröna halsbandet
- 1912 : Farbror Johannes ankomst till Stockholm eller Hvad en glad frukost på Metropol kan ställa till
- 1912 : Bränningar eller Stulen lycka
- 1911 : Opiumhålan